# Barghat
Barghat é uma cidade e uma nagar panchayat no distrito de Seoni, no estado indiano de Madhya Pradesh.

## Geografia
Barghat está localizada a 22° 02′ N, 79° 43′ L. Tem uma altitude média de 537 metros (1761 pés).

## Demografia
Segundo o censo de 2001, Barghat tinha uma população de 10 425 habitantes. Os indivíduos do sexo masculino constituem 51% da população e os do sexo feminino 49%. Barghat tem uma taxa de literacia de 73%, superior à média nacional de 59,5%; com 56% para o sexo masculino e 44% para o sexo feminino. 13% da população está abaixo dos 6 anos de idade.